# Măscăriciul
Măscăriciul (în franceză Le Guignolo) este un film de comedie franco-italian din 1980 regizat de Georges Lautner⁠(d). Titlul original este un termen în argoul italian de închisoare pentru un „escroc de categoria a treia”.

## Rezumat
Escrocul Alexandre Dupré (Jean-Paul Belmondo) este eliberat din închisoare înainte de termen pentru bună purtare și se grăbește imediat să recupereze timpul pierdut în cursul încarcerării sale. Pretinzând a fi un prinț indian, pleacă pe o navă de croazieră cu un grup de oameni bogați și întâlnește acolo o femeie bogată de o frumusețe uluitoare, Pamela George Eagleton (Mirella D'Angelo⁠(d)), soția unui proprietar de mine de diamante, care a ajuns să fie într-o situație financiară dificilă. Ca om onorabil, „prințul” nu poate refuza să ajute o doamnă aflată în nevoie și acceptă să-i cumpere diamantele. După ce plătește cu bani falși, Alexandre se pregătește să fugă cu pietrele prețioase, dar descoperă că acestea sunt niște falsuri. „Pamela” se dovedește a fi Sophie - o escroacă, la fel ca și el.
Cuplul pleacă împreună de pe navă. Victima următoare a colaborării lor urma să fie ducele de Helmuth von Nassau (Pierre Vernier⁠(d)). Sophie trebuia să-l seducă, iar apoi Alexandre, care s-ar fi prezentat drept fratele ei, urma să pretindă că se va sinucide din cauza falimentului. Cei doi sperau ca ducele să-i ofere un sprijin financiar fratelui iubitei sale. Dar, în mod neașteptat, ducele o cere în căsătorie pe Sophie și îi oferă un cec de 500.000 de dolari, iar Sophie renunță la planul criminal și nefericitul pretins sinucigaș este cât pe ce să-și piardă viața. Luând cecul de la Sophie și urându-le toate cele bune viitorilor soți, Alexandre încearcă să pună în aplicare un alt plan și se îndreaptă către Veneția.
În avion unul dintre pasageri îi cere să-i treacă valiza prin vamă, pretinzând că i-ar fi fost dată de amantă și voia să evite să dea explicații soției sale. Alexandre este de acord să-i facă această favoare, dar la sosire devine martor la uciderea proprietarului valizei. Iese la iveală că victima era un fizician și matematician strălucit, care a inventat un nou tip de combustibil care poate înlocui petrolul, ceea ce i-a înfuriat în mod natural pe magnații arabi din industria petrolului. După câteva încercări nereușite de a cumpăra invenția, ei au decis să-l elimine pe inventator. Microfilmul cu descrierea tehnologiei secrete se află în valiza pe care i-o dăduse lui Alexandre, fără ca acesta din urmă să știe. Începe o vânătoare pe urmele lui Alexandre, iar el, fără să bănuiască, merge la hotel sub numele de vicontele de Valombreza și are o întâlnire cu un grup de oameni de afaceri japonezi, cărora intenționează să le vândă un tablou fals de Canaletto.

## Distribuție
- Jean-Paul Belmondo — Alexandre Dupré
- Georges Géret⁠(d) — Joseph
- Michel Galabru — Achille Sureau
- Carla Romanelli — Gina
- Von Gretchen Shepard — Caroline, agenta X-22
- Mirella D'Angelo⁠(d) — Sophie / Pamela
- Pierre Vernier⁠(d) — Helmut Von Nassau
- Paolo Bonacelli⁠(d) — Kamal
- Michel Beaune⁠(d) — Louis Fréchet
- Tony Kendall⁠(d) — Frantz
- Maurice Auzel — turist francez
- Henri Guybet⁠(d) — Machavoine, „instalatorul”
- Lily Fayol⁠(d) — dna Schwarz, americanca bogată de pe nava de croazieră
- Philippe Castelli⁠(d) — portarul
- Charles Gérard⁠(d) — Abdel Fahrad
- Anne Goddet — Irène
- Jean-François Calvé — Ministro
- Jean Luisi — gardian de închisoare, bucătar
- Renzo Marignano⁠(d) — bijutierul
- Vincenzo Guarini — comisarul italian de poliție
- Aldo Rendine — Urbino Alfonsi
- Michel Berreur — Hussein
- Dona Leigh Kessler — femeie blondă
- Daniel Breton⁠(d) — Yasser
- Luong Ham Chau — Ohsawah
- Thang-Long — Taramushi
- Jacques Ramade — servitorul care tușește
- Alain David Gabison — directorul închisorii